# Daniel Johnston

Muurschildering van Johnston in Austin

Daniel Dale Johnston (Sacramento (Californië), 22 januari 1961 - Waller (Texas), 10 september 2019) was een Amerikaans muzikant en illustrator. Zijn muziek wordt gerekend onder de genres indie, lo-fi en art brut en wordt omschreven als eenvoudig, direct en eerlijk, soms op het kinderlijke af. Johnston leed aan bipolaire stoornis, wat een grote invloed heeft gehad op zijn muziek en het verloop van zijn carrière.

## Biografie
Johnston werd geboren in een streng religieus gezin en groeide op in West Virginia. Als tiener kwam hij in aanraking met de muziek van The Beatles (met nadruk op John Lennon), Yoko Ono, Bob Dylan, Elvis Costello, Queen, Neil Young en The Sex Pistols. Geïnspireerd begonnen Johnston en zijn vrienden cassettes op te nemen en uit te wisselen. In de kelder van zijn ouders nam hij de cassettes Songs of Pain en More Songs of Pain op.
In 1983 verhuisde Johnston met zijn broer naar Houston in Texas, waar hij de cassettes Yip/Jump Music en Hi, How Are You? opnam. Na een vlucht uit Texas trok Johnston enige tijd rond met een circus. In Austin krijgt hij ruzie op het terrein van het circus en moet gewond naar het ziekenhuis. Het circus vertrekt zonder hem. Uiteindelijk vestigde Johnston zich in Austin, waar hij zijn cassettes gratis op straat uitdeelde. Zijn muziek werd opgepikt door de plaatselijke platenzaken en na een uitzending van MTV's Cutting Edge werd Johnston ook landelijk bekend. Niet veel later werkte Johnston samen met Jad Fair (Half Japanese) en Paul Leary (Butthole Surfers). 
Begin jaren 90 werd zijn werk omarmd door de grungebeweging, waaronder de groepen Nirvana, Sonic Youth en Pearl Jam. Nadat zijn muziek verscheen op de soundtracks van Kids en My So-Called Life tekende hij een contract bij Atlantic Records, maar Johnston kon niet goed met de hoge verwachtingen omgaan en werd depressief. Na een geflopt album en een paniekaanval tijdens een concert werd zijn contract met Atlantic verbroken. Johnston keerde terug naar Houston, waar hij bij zijn ouders introk. Johnston wordt meerdere keren in zijn leven opgenomen in psychiatrische inrichtingen voor zijn manische depressies en inzinkingen. 
Na zijn herstel heeft Johnston met regelmaat nieuw materiaal uitgebracht en optredens gegeven. In 2005 verscheen de biografische documentaire The Devil and Daniel Johnston.
Op 10 september 2019 overleed hij aan een hartaanval.

## Erkenning
De muziek van Johnston is onder meer gecoverd door Pearl Jam, Teenage Fanclub, Eels, TV on the Radio, Bright Eyes, Death Cab for Cutie, Beck, Sparklehorse, The Flaming Lips, Mercury Rev, Vic Chesnutt, M. Ward, Guster, Tom Waits, Built to Spill, Wilco, Jeff Mangum en Lana Del Rey. In Nederland vertaalde Roosbeef het nummer Story of an Artist naar Leven van een kunstenaar, dat in 2012 verscheen op de EP Warüm.
Op 15 november 2024 verschijnt het album ‘Dreaming of Daniel’. Een album waarop de Ierse artiest Jerry Fish zijn bewerking laat horen van 12 nummers van Daniel.